# Den där dagen
Den där dagen är en fristående roman av Kim Kimselius som gavs ut 2012.
Den där dagen handlar om Angelica som är med om en fruktansvärd upplevelse. Upplevelsen förändrar Angelicas liv drastiskt då hon bestämmer sig för att skriva ned allting. Läsaren får i boken följa den unga kvinnans tysta rop på hjälp.[källa behövs]